# Helictopleurus
Helictopleurus är ett släkte av skalbaggar. Helictopleurus ingår i familjen bladhorningar.

## Bildgalleri

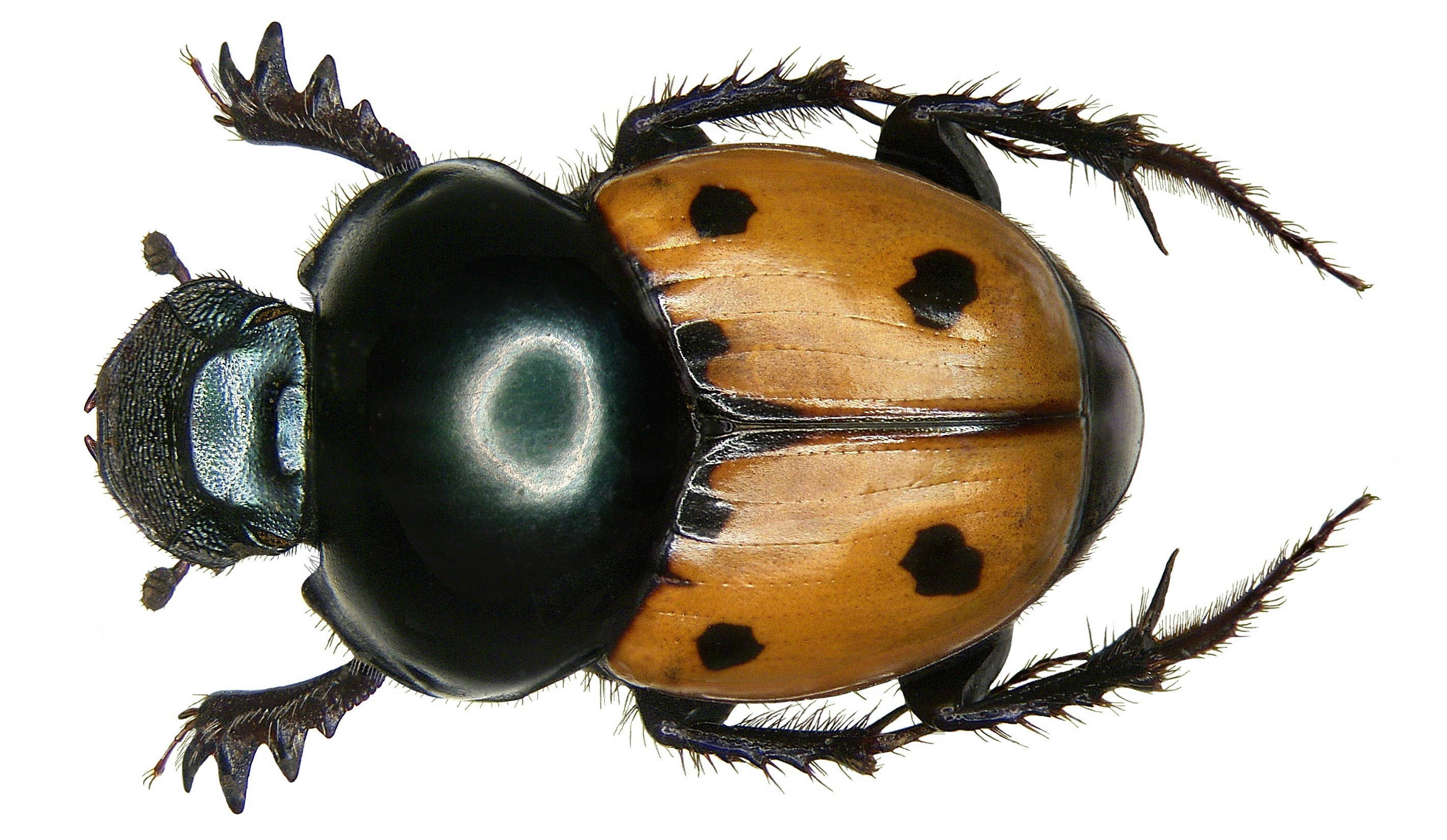

## Dottertaxa tillHelictopleurus, i alfabetisk ordning[1]
- Helictopleurus aeneoniger
- Helictopleurus ambiguus
- Helictopleurus aurocupreus
- Helictopleurus basicornis
- Helictopleurus bivittatus
- Helictopleurus cambeforti
- Helictopleurus carbonarius
- Helictopleurus clouei
- Helictopleurus coruscus
- Helictopleurus cribricollis
- Helictopleurus dorbignyi
- Helictopleurus fasciolatus
- Helictopleurus fissicollis
- Helictopleurus fulgens
- Helictopleurus fungicola
- Helictopleurus furcicornis
- Helictopleurus gibbicollis
- Helictopleurus giganteus
- Helictopleurus halffteri
- Helictopleurus hanskii
- Helictopleurus heidiae
- Helictopleurus hypocrita
- Helictopleurus infimus
- Helictopleurus littoralis
- Helictopleurus marsyas
- Helictopleurus minutus
- Helictopleurus neoamplicollis
- Helictopleurus neuter
- Helictopleurus nicollei
- Helictopleurus niger
- Helictopleurus nigricans
- Helictopleurus nigritulus
- Helictopleurus nitidicollis
- Helictopleurus patricii
- Helictopleurus perpunctatus
- Helictopleurus perrieri
- Helictopleurus pluristriatus
- Helictopleurus politicollis
- Helictopleurus praerugosus
- Helictopleurus pseudoniger
- Helictopleurus quadripunctatus
- Helictopleurus rubricollis
- Helictopleurus rudicollis
- Helictopleurus semicupreus
- Helictopleurus semimetallicus
- Helictopleurus seminiger
- Helictopleurus semivirens
- Helictopleurus sericeus
- Helictopleurus sinuaticornis
- Helictopleurus splendidicollis
- Helictopleurus splendidus
- Helictopleurus steineri
- Helictopleurus subretusus
- Helictopleurus sumptuosus
- Helictopleurus tamatavensis
- Helictopleurus tristis
- Helictopleurus undatus
- Helictopleurus unifasciatus
- Helictopleurus vadoni
- Helictopleurus viettei
- Helictopleurus villiersi
- Helictopleurus viridans
- Helictopleurus viridiflavus